# Idaea obliquaria
Idaea obliquaria là một loài bướm đêm trong họ Geometridae.